# Cloone
Cloone (Irlandese: An Cluain) è un villaggio della Repubblica d'Irlanda, nella contea di Leitrim. Il villaggio si trova nel sud della contea, confinante con la città di Mohill.
Nel 2002 contava seicento abitanti.
Il suo nome è un'anglicizzazione del termine irlandese cluain, che significa pascolo.
È conosciuta dagli archeologi per la sua rosa celtica a svastica, molto simile a quelle di Ilkley (Inghilterra).